# Jiraishin
Jiraishin (地雷震?) è un manga dai toni cupi del giapponese Tsutomu Takahashi. Il protagonista è Kyōya Iida, poliziotto di Shinjuku. In Italia è stato pubblicato in 19 volumetti dalla Star Comics.
Nel 2010 l'autore ha realizzato un seguito alla sua opera con il manga Jiraishin Diablo (地雷震ディアブロ?, Jiraishin Diaburo).